# Pallavolo agli XI Giochi panafricani
I tornei di pallavolo agli XI Giochi panafricani si sono disputati durante l'XI edizione dei Giochi panafricani, che si è svolta a Brazzaville, nella Repubblica del Congo, nel 2015.

## Podi
| Evento                      | Oro     | Argento        | Bronzo |
| Torneo maschile (dettagli)  | Algeria | Rep. del Congo | Egitto |
| Torneo femminile (dettagli) | Kenya   | Camerun        | Egitto |